# Pastís de treflas
El pastís de patata occità (en occità, pastís de treflas o pastís de pompiras; i en francès, pâté de pommes de terre o gateau de pommes de terre) és un plat tradicional d'Occitània, especialitat del Llemosí i del seu veí el Borbonès. Es considera un tipus de pâté o coca tapada.
En la variant llemosina de l'occità, treflas i pompiras són dues maneres de referir-se a les patates, i el mot occità pastis significa coca o pastís.
El pastis de treflas és un plat senzill que pot servir com a plat principal o d'acompanyament, però el millor és menjar-lo amb una amanida verda. L'ingredient principal en són patates tallades en làmines. Per donar-li més gust, hi ha qui hi afegeix ceba i julivert (estil Borbonès, al nord d'Alvèrnia); all i trossets de cansalada (estil de Cruesa i Corresa, a Llemotges) o solament cansalada (estil de l'Alta Viena, l'altra província de Llemotges). Aquestes es distribueixen sobre una làmina de pasta fullada i es cobreixen amb una altra, com en una coca tapada o una panada, i es cou al forn fins que la massa estigui cuita. Alguns fan a la massa un foradet, per al qual al final —un cop cuit— tiren un raig de nata líquida, mentre que d'altres la posen amb les patates —abans de coure— i d'altres no n'hi posen.
Abans que les patates fossin introduïdes a la dieta occitana al segle xviii, aquest mateix plat es preparava amb restes de pasta de pa que no s'havien enfornat, en lloc de les patates. Al moment de posar la llauna al forn, es cobria tot amb all, julivert i trossets de cansalada.